# Монреальский международный конкурс исполнителей
Монреальский международный конкурс исполнителей (первоначально англ. Montreal International Music Competition, фр. Concours international de musique de Montréal, затем англ. Montreal International Musical Competition, фр. Concours musical international de Montréal) — международный конкурс молодых исполнителей академической музыки, проходящий в Монреале. Соревнуются, чередуясь по году, пианисты, скрипачи и вокалисты. В первоначальном варианте конкурс был впервые проведён в 1965 году и проводился вплоть до 1991 года. Затем проведение конкурса было приостановлено, а в 2001 году он был воссоздан заново.

## Лауреаты конкурса
| Год       | Номинация             | Первая премия                                    | Вторая премия                                               |
| --------- | --------------------- | ------------------------------------------------ | ----------------------------------------------------------- |
| 1965      | фортепиано            | Жан-Клод Пеннетье (Канада) и Альберт Лотто (США) |                                                             |
| 1966      | скрипка               | Владимир Ланцман (СССР)                          | Хидэтаро Судзуки (Япония) и Георгий Балев (Болгария)        |
| 1967      | вокал                 | Марина Крилович (Румыния) и Юрий Мазурок (СССР)  |                                                             |
| 1968      | фортепиано            | Гаррик Олссон (США)                              | Петер Рёзель (ГДР)                                          |
| 1969      | скрипка               | Владимир Спиваков (СССР)                         | Гидон Кремер и Олег Крыса (СССР)                            |
| 1970      | вокал                 | первая премия не присуждена                      | Морис Браун (США)                                           |
| 1971      | фортепиано            | первая премия не присуждена                      | Питер Баскин (США)                                          |
| 1972      | скрипка               | Рубен Агаронян (СССР)                            | Михаил Безверхний (СССР)                                    |
| 1973      | вокал                 | Георге Эмил Крэснару (Румыния)                   | Маквала Касрашвили (СССР)                                   |
| 1974      | конкурс не проводился |                                                  |                                                             |
| 1975      | скрипка               | первая премия не присуждена                      | Кан Донсок (Южная Корея) и Юваль Ярон (Израиль)             |
| 1976      | фортепиано            | Этери Анджапаридзе (СССР)                        | Наум Груберт и Николай Демиденко (СССР), Герхард Опиц (ФРГ) |
| 1977      | вокал                 | первая премия не присуждена                      | Луиза Вулафка и Уильям Паркер (США)                         |
| 1978      | конкурс не проводился |                                                  |                                                             |
| 1979      | скрипка               | Питер Зазовски (США)                             | Михаэла Мартин (Румыния)                                    |
| 1980      | фортепиано            | Иво Погорелич (Югославия)                        | Владимир Овчинников (СССР) и Кристофер О'Райли (США)        |
| 1981      | вокал                 | первая премия не присуждена                      | Джудит Никозиа (США)                                        |
| 1982      | конкурс не проводился |                                                  |                                                             |
| 1983      | скрипка               | первая премия не присуждена                      | Ким Чин (Южная Корея — США)                                 |
| 1984      | фортепиано            | Екатерина Саранцева (СССР)                       | Юрий Розум (СССР)                                           |
| 1985      | вокал                 | первая премия не присуждена                      | Сандра Грэм (Канада) и Андреас Шайбнер (ГДР)                |
| 1986      | конкурс не проводился |                                                  |                                                             |
| 1987      | скрипка               | Дмитрий Берлинский (СССР)                        | Кэтрин Чхо и Александр Симионеску (США)                     |
| 1988      | фортепиано            | Анджела Чэн (США)                                | Бернд Глемзер (Германия)                                    |
| 1989      | вокал                 | первая премия не присуждена                      | Стефани Пирс и Джон Кох (США)                               |
| 1990      | конкурс не проводился |                                                  |                                                             |
| 1991      | скрипка               | первая премия не присуждена                      | Хироко Судзуки (Япония)                                     |
| 1992—2001 | конкурс не проводился |                                                  |                                                             |
| 2002      | вокал                 | Миша Брюггергосман (Канада)                      | Бурак Билгили (Турция)                                      |
| 2003      | скрипка               | Иосиф Иванов (Бельгия)                           | Алексис Карденас (Венесуэла)                                |
| 2004      | фортепиано            | Сергей Салов (Украина)                           | Давид Фрай (Франция)                                        |
| 2005      | вокал                 | Хван Синнён (Южная Корея)                        | Питер Макгилливрэй (Канада)                                 |
| 2006      | скрипка               | Чо Джинджу (Южная Корея)                         | Чхве Еын (Южная Корея)                                      |
| 2007      | вокал                 | Марианна Физе (Канада)                           | Стивен Эбель (США)                                          |
| 2008      | фортепиано            | Нарэ Аргаманян (Армения)                         | Александр Мутузкин (Россия) и Масатака Такада (Япония)      |
| 2009      | вокал                 | Анджела Мид (США)                                | Эндрю Гарленд (США)                                         |
| 2010      | скрипка               | Бенджамин Бейлман (США)                          | Корбиниан Альтенбергер (Германия)                           |
| 2011      | фортепиано            | Беатрис Рана (Италия)                            | Линдси Гэрритсон (США)                                      |
| 2012      | вокал                 | Филипп Слай (Канада)                             | Ольга Киндлер (Швейцария)                                   |
| 2013      | скрипка               | Марк Бушков (Бельгия)                            | Стивен Ваартс (США)                                         |
| 2014      | фортепиано            | Джейсон Гиллхэм (Австралия—Великобритания)       | Шарль Ришар-Амлен (Канада)                                  |